# Schizobopyrina platylobata
Schizobopyrina platylobata là một loài chân đều trong họ Bopyridae. Loài này được Bourdon miêu tả khoa học năm 1983.